# Долина реки Поли с прилегающими лесами
Долина реки Поли с прилегающими лесами — государственный природный заказник (комплексный) регионального (областного) значения Московской области, целью которого является сохранение ненарушенных природных комплексов, их компонентов в естественном состоянии; восстановление естественного состояния нарушенных природных комплексов; поддержание водного и экологического баланса. Заказник предназначен для:
- сохранения и восстановления природных комплексов;
- сохранения местообитаний редких видов растений и животных;
- ведения мониторинга видов животных, занесённых в Красную книгу Российской Федерации и Красную книгу Московской области.

Заказник основан в 1988 году. Местонахождение: Московская область, городской округ Шатура, 0,2 км к югу от посёлка Красные Луга. Площадь заказника составляет 1337,03 га. В заказник входят лесные кварталы 46—49, 54, 55, 60, 61, 65—68 Шатурского участкового лесничества и квартал 4 Осановского участкового лесничества Шатурского лесничества.

## Описание
Территория государственного природного заказника расположена в пределах Мещёрской низменности в зоне распространения водно-ледниковых и долинно-зандровых равнин. Кровля дочетвертичного фундамента местности представлена верхнеюрскими глинами. Абсолютные высоты территории изменяются от 116,5 м над уровнем моря (урез воды реки Поли в северо-восточной оконечности заказника) до 125,5 м над уровнем моря (отметки вершин всхолмлений в южной части заказника).
Заказник включает фрагмент долины реки Поли в её верхнем течении в окружении плоских долинно-зандровых и слабоволнистых водно-ледниковых равнин. Четвертичные отложения на территории заказника представлены песчаными и песчано-суглинистыми отложениями водно-ледникового, древнеаллювиально-водно-ледникового и аллювиального генезиса, а также торфами.
Слабоволнистые поверхности водно-ледниковых равнин сложены мелко — и тонкозернистыми песками с тонкими прослоями опесчаненных суглинков, часто оторфованными или перекрытыми слоем торфа. Перепады высот основной поверхности равнины здесь незначительны и, как правило, составляют 0,5—1,5 м. Водно-ледниковые равнины характеризуются неравномерным увлажнением и чередованием заболоченных западин и ложбин, а также невысоких всхолмлений. Длина всхолмлений достигает 300—500 м, ширина — 100—200 м, высота — 2—3 м. В пределах ложбин и западин часто образуется кочкарный рельеф и мочажины.
Переувлажненные долинно-зандровые равнины, приуроченные к долине реки Поли и её притоков, сложены торфами, подстилаемыми древнеаллювиально-водно-ледниковыми песчано-суглинистыми и песчаными отложениями.
Неглубоко врезанная долина реки Поли прорезает территорию заказника с юго-запада на северо-восток. Пойма реки часто заболочена и имеет ширину около 500 м. Превышение поймы над руслом достигает, как правило, не более 1—2 м. Пойменные поверхности осложнены чередующимися грядами и многочисленными старинными понижениями, сформировавшимися в результате блуждания русла реки. Ширина стариц достигает 8-12 м. На заболоченных и затапливаемых в половодье участках отмечаются деревья с приподнятой корневой системой (ходульного типа) высотой до 1,5 м, возникающей в результате вымывания и уплотнения в период затопления грунта.
Гидрологический сток территории заказника направлен в реку Полю, приток Клязьмы. Русло р. Поли — извилистое, слабоизвилистое, а местами спрямлённое и канализированное. Протяжённость русла в границах заказника — около 11 км. Ширина русла достигает 8—15 м. Русло реки часто делится на несколько рукавов, многие участки русла заболочены и подпружены в результате строительной деятельности бобров. Вода в русле имеет буроватый оттенок. Река Поля в границах заказника принимает ряд притоков, в том числе реку Полиху (правый приток) и несколько мелиоративных канализированных водотоков. Ширина мелиоративных каналов достигает 3—7 м и более. Русло реки Полихи также в значительной степени спрямлено и канализировано. Ширина русла — до 5—7 м.
Почвенный покров наиболее дренированных участков заказника представлен дерново-подзолами, по понижениям с замедленным дренажем сформировались дерново-подзолы глеевые. По сырым ложбинам и западинам образовались перегнойно-глеевые и гумусово-глеевые почвы, на участках болот — торфяные эутрофные и торфяные олиготрофные почвы. На поймах рек сформировались аллювиальные гумусово-глеевые и аллювиальные перегнойно-глеевые почвы, по старичным понижениям — аллювиальные торфяно-глеевые почвы.

### Флора и растительность
На территории заказника чередуются участки сосновых с елью, сосново-берёзовых с елью, берёзовых с ольхой чёрной, елью, осиной и сосной, еловых с сосной и берёзой, осиновых с елью, берёзой, сырых и заболоченных берёзовых и черноольховых лесов, переходных, верховых и низинных болот. Нередко встречаются лесокультуры сосны и ели, повреждённые короедом-типографом ельники. Вдоль приподнятых берегов реки Поли сохранились полосы лесов с широколиственными породами в первом древесном ярусе. Подрост дуба или липы присутствует в большинстве типов леса.
На дренированных равнинных участках развиты берёзово-сосновые и сосновые с елью во втором, реже в первом ярусе кустарничково-зеленомошные леса с орляком, черникой, брусникой, ожикой волосистой, седмичником европейским, вейником тростниковидным, линнеей северной, майником двулистным, кислицей обыкновенной. Диаметр стволов сосен составляет 35—37 см, есть старые берёзы и осины с диаметром стволов до 40—45 см. В подросте доминирует ель, изредка встречается рябина и дуб. Кустарники представлены крушиной ломкой. Изредка на мшистых и редкотравных участках в таких лесах встречается гудайера ползучая (занесена в Красную книгу Московской области).
Еловые с сосной, участием берёзы и осины, подростом ели, рябины и дуба, реже липы чернично-кислично-зеленомошные и чернично-зеленомошные с ожикой волосистой, осокой пальчатой, майником, орляком, вероникой лекарственной, вейником и ортилией однобокой леса вкраплены в сосновые насаждения. Диаметры стволов старых сосен и елей достигают 45 см. Редко по прогалинам растут старые дубы с диаметром стволов 35—37 см. Густой покров образуют типичные таёжные зелёные мхи — плеврозиум Шребера, виды дикранумов, гилокомиум блестящий и другие. Здесь произрастает плаун булавовидный — редкий и уязвимый вид, не включённый в Красную книгу Московской области, но нуждающийся на территории области в постоянном контроле и наблюдении. На упавших стволах, в том числе — осин, изредка встречается редкий вид гриба, занесённый в Красную книгу Московской области — ежевик коралловидный.
Среди елово-сосновых и сосново-еловых лесов нередки участки повреждённых короедом-типографом погибших ельников с единичными сохранившимися соснами, зарослями малины, рябины, куманики, вейника, орляка и молинии голубой.
Широко встречаются производные средневозрастные берёзово-еловые с осиной, елово-осиновые, берёзово-сосновые и берёзовые с единичной сосной леса с обильным подростом ели, подростом дуба и рябины травяно-кустарничковые и вейниково-черничные с пятнами зелёных мхов, орляком, вейником тростниковидным, линнеей северной, плауном годичным, ландышем майским, костяникой, майником, седмичником, ожикой волосистой. Единичные старые осины имеют диаметр стволов 40—42 см. В тенистых участках этих лесов под осинами встречаются найдены редкие грибы, занесённые в Красную книгу Московской области, — паутинник фиолетовый и ежевик коралловидный.
Молодые берёзовые с участием дуба, ольхи чёрной, липы и подростом ели леса отличаются густым травяным ярусом из орляка, молинии, вейника сероватого, черники, куманики и костяники.
На территории заказника имеются лесокультуры сосны и ели разного возраста. На месте вырубок распространены молодые насаждения с елью, дубом, берёзой, осиной и клёном платановидным, вкраплениями лесокультур сосны и ели, подростом рябины и ивы козьей. В напочвенном покрове сочетаются виды хвойных, широколиственных лесов и лугово-лесные растения. Чаще всего обильны орляк, ландыш, звездчатка жестколистная, земляника лесная, полевица тонкая, вейник тростниковидный, золотарник обыкновенный. На прогалине очень редко встречается гроздовник многораздельный (занесён в Красную книгу Московской области).
В плоских понижениях встречаются местами развитые сосновые и берёзово-сосновые леса с елью во втором ярусе крушиновые молиниево-чернично-зеленомошные с участками долгих и сфагновых мхов, с черникой, брусникой, куманикой и орляком.
На более плодородных сырых почвах изредка формируются берёзово-еловые леса с ольхой чёрной влажнотравные с кислицей, снытью обыкновенной, папоротниками, вербейником обыкновенным.
Участки средневозрастных берёзово-еловых, елово-берёзовых и берёзово-сосновых лесов с подростом ели, клёна, дуба и липы встречаются на склонах долины реки Поли. Ель, клён, дуб и липа нередко выходят во второй древесный ярус. Встречаются старые сосны с диаметром стволов до 40 см. В травяном покрове участвуют орляк, кислица, костяника, осока пальчатая, звездчатка жестколистная, черника и ландыш майский.
Леса с широколиственными породами в первом, втором ярусе и подросте узкой полосой тянутся вдоль приподнятых участков берега реки Поли. В них участвуют ольха чёрная, берёза, дуб, липа, клён, вяз шершавый, ель и сосна, при этом диаметр стволов старых деревьев достигает 50 см. В травяном ярусе доминируют орляк, костяника, ландыш, кислица, звездчатка жестколистная, осока волосистая, бор развесистый и кислица.
Местами на пойме р. Поли представлены старовозрастные черноольшаники и березняки с дубом в первом ярусе влажнотравные и крапивно-таволговые с подростом черёмухи, зарослями крушины ломкой, дудником лесным и малиной.
Черноольшаники влажнотравные встречаются как в заболоченных понижениях, так и в долинах реки Поли и её притоков. Диаметр стволов ольхи составляет 30—35 см. В черноольшаниках, развитых в заболоченных понижениях среди елово-сосновых лесов и вдоль дренажных канав, встречаются отдельные ели, сосны, осины; редко — дуб и вяз шершавый. В травяном покрове участвуют таволга вязолистная, кочедыжник женский, камыш лесной, вейник сероватый, осоки острая и сближенная, щитовник картузианский, крапива двудомная, щучка дернистая, хвощ лесной, зюзник европейский, яснотка крапчатая.
На берегах реки Поли преобладают черноольшаники (диаметр стволов — 40 см) таволгово-крапивные с малиной, тростником южным, вейником сероватым, крапивой двудомной, щитовником картузианским, кочедыжником женским, ирисом аировидным, лютиком ползучим, телиптерисом болотным, хвощем лесным, осокой заострённой, хвощем речным, вёхом ядовитым (цикутой), овсяницей гигантской, будрой плющевидной, тиселинумом болотным, чередой трёхраздельной, ситником развесистым, щучкой дернистой, щитовником гребенчатым (редко), шлемником обыкновенным, норичником шишковатым, манником плавающим, пырейником собачьим, гравилатом речным, паслёном сладко-горьким. Местами густой покров образует фиалка топяная (занесена в Красную книгу Московской области), пятнами растёт страусник обыкновенный, щавель водяной, горец перечный. Это высокоствольные старовозрастные сообщества, ольха в них растёт «кустами», образуя приствольные повышения высотой до 1,5 м.
Сырые и заболоченные березняки с ольхой чёрной и елью тростниковые и камышовые окружают низинные болота, а серовейниковые и молиниевые с крушиной ломкой, черникой, сфагновыми и долгими мхами развиты по периферии переходных или верховых болот. Здесь изредка небольшими группами встречается гриб берёзовик розовеющий, или окисляющийся (занесён в Красную книгу Московской области).
Верховые с участками переходных болота на территории заказника встречаются изредка. На болотах растут невысокие (10—12 м) берёза и сосна, есть подрост сосны, берёзы, редко — ели. По краю болота идёт кустарничково-серовейниково-сфагновая полоса. Центральная часть болота занята кустарничково-пушицево-сфагновыми сообществами с болотным миртом, багульником болотным, клюквой болотной, голубикой, подбелом многолистным и пушицей влагалищной. По высоким (50—70 см) кочкам растут черника и брусника. На веточках сосен и елей по краю болота единично встречается редкий лишайник, занесённый в Красную книгу Московской области, — уснея жестковолосатая.
Низинные тростниково-ивняковые и камышово-осоково-ивняковые болота характерны для поймы реки Поли и её притоков. Доминируют ива пепельная, тростник южный, камыш лесной, встречаются дербенник иволистный, шлемник обыкновенный, осока заострённая, ирис аировидный, сабельник обыкновенный, вербейник обыкновенный, вех ядовитый.
По берегам реки Поли у воды обычны заросли тростника южного, камыша лесного, двукисточника тростниковидного, осоки заострённой. На мелководьях группами растут стрелолист обыкновенный, ежеголовник всплывший, дербенник иволистный. В реке Поле и её притоках обитают кувшинка белоснежная (редкий и уязвимый вид, не включённый в Красную книгу Московской области, но нуждающийся на её территории в регулярном наблюдении и контроле), кубышка жёлтая, ряска малая, турча болотная (занесена в Красную книгу Московской области).

### Фауна
Видовой состав фауны позвоночных животных заказника типичен для хвойных с преобладанием сосны и смешанных лесов с участками сырых черноольшаников и березняков, а также заболоченных речных пойм Московской Мещёры. В заказнике обитает ряд редких и охраняемых видов животных.
На территории отмечено обитание 85 видов позвоночных животных, в том числе 11 видов рыб, два вида земноводных, три вида пресмыкающихся, 56 видов птиц и 13 видов млекопитающих.
Основу фаунистического комплекса наземных позвоночных животных составляют виды, характерные для лесной зоны средней полосы европейской России.
В пределах заказника выделяются три основных зоокомплекса (зооформации): лесная зооформация, водная и околоводная зооформация, а также зооформация опушечных местообитаний.
Леса занимают практически всю площадь заказника. Из млекопитающих здесь встречаются обыкновенный крот, лесная куница, горностай, ласка, обыкновенная лисица, заяц-беляк, обыкновенная белка, кабан, лось. Из птиц обитают тетеревятник, глухарь (редкий и уязвимый вид, не включённый в Красную книгу Московской области, но нуждающийся на территории области в постоянном контроле и наблюдении), рябчик, тетерев (редкий и уязвимый вид, не включённый в Красную книгу Московской области, но нуждающийся на территории области в постоянном контроле и наблюдении), вальдшнеп, вяхирь, обыкновенная кукушка, серая неясыть, желна, большой пёстрый дятел, иволга, крапивник, ворон, сойка, славка-черноголовка, садовая славка, пеночка-весничка, пеночка-теньковка, пеночка-трещотка, зелёная пересмешка, желтоголовый королёк, мухоловка-пеструшка, серая мухоловка, малая мухоловка, зарянка, соловей, чёрный дрозд, певчий дрозд, белобровик, длиннохвостая синица, пухляк, хохлатая синица (редкий и уязвимый вид, не включённый в Красную книгу Московской области, но нуждающийся на территории области в постоянном контроле и наблюдении), большая синица, обыкновенная лазоревка, поползень, зяблик, чиж, снегирь. Из земноводных обитают травяная и остромордая лягушки, из пресмыкающихся — веретеница ломкая (вид, занесённый в Красную книгу Московской области).
Водные и околоводные местообитания представлены рекой Полей и её притоками (нередко спрямлёнными), мелиоративными канавами, заболоченными ивняками и низинными болотами по реке Поле и её притокам в местах, подпруженных бобрами. В водотоках заказника обитают щука, окунь, плотва, язь, обыкновенный гольян, уклейка, налим, голавль (последние два вида являются редкими и уязвимыми видами, не включёнными в Красную книгу Московской области, но нуждающимися на территории области в постоянном контроле и наблюдении); на медленнотекущих участках встречаются серебряный карась, линь (редкий и уязвимый вид, не включённый в Красную книгу Московской области, но нуждающийся на территории области в постоянном контроле и наблюдении) и обыкновенный пескарь.
Из млекопитающих здесь обитают речной бобр и ондатра; в прежние годы встречалась речная выдра (вид, занесённый в Красную книгу Московской области). В пределах пойм реки Поли и её притоков в заказнике ранее обитала русская выхухоль — редчайший представитель фауны млекопитающих России, занесённый в Красную книгу Российской Федерации и Красную книгу Московской области. В настоящее время местообитания, пригодные для обитания вида, на территории заказника сохраняются, поэтому, учитывая скрытный образ жизни зверька, не исключено, что выхухоль до сих пор здесь обитает. Из птиц встречаются серая цапля, большая выпь (редкий и уязвимый вид, не включённый в Красную книгу Московской области, но нуждающийся на территории области в постоянном контроле и наблюдении), кряква, свистунок, серый журавль (вид, занесённый в Красную книгу Московской области), бекас, черныш, камышевка-барсучок, болотная камышевка, камышовая овсянка; в прежние годы отмечался зимородок (вид, занесённый в Красную книгу Московской области), также единично регистрировалась белая лазоревка, или князёк (вид, занесённый в Красную книгу Российской Федерации и Красную книгу Московской области). Из пресмыкающихся с этими местообитаниями связана обыкновенная гадюка (вид, занесённый в Красную книгу Московской области).
К опушечным местообитаниям можно отнести небольшие лесные поляны, участки вырубок, просеку линии электропередачи. Из птиц здесь встречаются канюк, ушастая сова, лесной конёк, садовая камышевка, серая славка, рябинник; ранее отмечался удод (вид, занесённый в Красную книгу Московской области). Из пресмыкающихся обычна живородящая ящерица. Из редких видов насекомых здесь обитают махаон (вид, занесённый в Красную книгу Московской области) и траурница (редкий и уязвимый вид, не включённый в Красную книгу Московской области, но нуждающийся на территории области в постоянном контроле и наблюдении).

## Объекты особой охраны заказника
Охраняемые экосистемы: сосновые и елово-сосновые с вкраплением еловых с участием сосны кустарничково-зеленомошные леса и их производные берёзово-еловые с осиной, елово-осиновые, берёзово-сосновые и берёзовые; старовозрастные приречные черноольшаники с широколиственными породами; заболоченные берёзовые и черноольховые леса влажнотравные; верховые, переходные и низинные болота; прибрежно-водная растительность реки Поли и её притоков.
Места произрастания и обитания охраняемых в Московской области, а также иных редких и уязвимых видов растений, лишайников, грибов и животных, зафиксированных в заказнике, а также тетерева и глухаря.
Охраняемые в Московской области, а также иные редкие и уязвимые виды растений:
- виды, занесённые в Красную книгу Московской области: гудайера ползучая, фиалка топяная, гроздовник многораздельный, турча болотная;
- виды, являющиеся редкими и уязвимыми таксонами, не включёнными в Красную книгу Московской области, но нуждающиеся на территории области в постоянном контроле и наблюдении: плаун булавовидный, кувшинка белоснежная;

Виды лишайников, занесённые в Красную книгу Московской области: уснея жестковолосатая.
Виды грибов, занесённые в Красную книгу Московской области: ежевик коралловидный, берёзовик розовеющий, или окисляющийся, паутинник фиолетовый.
Охраняемые в Московской области, а также иные редкие и уязвимые виды животных:
- виды, занесённые в Красную книгу Российской Федерации и Красную книгу Московской области: русская выхухоль, белая лазоревка, или князёк;
- виды, занесённые в Красную книгу Московской области: речная выдра, обыкновенный зимородок, удод, серый журавль, веретеница ломкая, обыкновенная гадюка, махаон;
- виды, являющиеся редкими и уязвимыми таксонами, не включёнными в Красную книгу Московской области, но нуждающиеся на территории области в постоянном контроле и наблюдении: большая выпь, хохлатая синица, налим, голавль, линь, траурница.